# Tilknytningskravet
Tilknytningskravet er et krav, som man ud over 24-års-reglen skal opfylde for at blive familiesammenført med en udlænding efter de danske nationale regler.
Tilknytningskravet er blandt de stærkt omdiskuterede elementer, der indgår i vurderingen, når der ansøges om familiesammenføring. De øvrige krav er 24-årsreglen, en 28-årsregel, boligkrav, forsørgelseskrav, krav om bankgaranti samt krav om, at den danske part ikke har modtaget sociale ydelser fra kommunen de seneste 3 år. Tilknytningskravet bortfalder, hvis 24-årsreglen og 28-årsreglen er opfyldt, eller hvis man har særbørn fra tidligere forhold, som man har samkvem med i normalt omfang.
28-års-reglen, der i 2011 blev ændret til 26 år, kommer med god grund bag på de fleste; den går ud på, at den danske part skal have været statsborger i Danmark i de sidste 28 år.    Denne regel er bortfaldet efter at Danmark tabte sagen Biao mod Danmark om familiesammenføring ved  Den Europæiske Menneskerettighedsdomstol i  juni 2016  
Tilknytningskravet er ikke gældende, når der søges familiesammenføring efter EU-retten.